# Roscoea humeana
Roscoea humeana là một loài thực vật có hoa trong họ Gừng. Loài này được Isaac Bayley Balfour và William Wright Smith miêu tả khoa học đầu tiên năm 1916.

## Từ nguyên
Tính từ định danh loài này là để tưởng nhớ binh nhì David Hume của Tiểu đoàn 1, Trung đoàn Hoàng gia, từng là nhân viên làm vườn của Vườn Thực vật Hoàng gia Edingburg, đã hy sinh trong cuộc rút lui khỏi Mons vào ngày 26 tháng 8 năm 1914.

## Phân bố, môi trường sống
Rừng thông, cây bụi và bìa rừng, đồng cỏ núi cao, các sườn đồi có cỏ và đá, sườn núi, gờ, kẽ nứt của vách núi đá vôi; ở cao độ 2.900-3.800 m. Có ở các tỉnh Tứ Xuyên, Vân Nam của Trung Quốc. Tên gọi trong tiếng Trung là 大花象牙参 (đại hoa tượng nha sâm), nghĩa đen là sâm răng voi hoa lớn. Điều này là do đài hoa của nó dài tới 10–14 cm; so với các kích thước thường thấy của bộ phận tương ứng của nhiều loài Roscoea khác chỉ 3,5–4 cm thì nó gấp 2-3 lần.

## Mô tả
Cây cao 13–25 cm. Lá 4-6, xuất hiện cùng hoặc sau khi nở hoa; lưỡi bẹ ~2 mm; phiến lá hình mũi mác rộng hoặc hình trứng-hình mũi mác, 10-30 × 3–6 cm, nhẵn nhụi, đỉnh nhọn. Cụm hoa là cành hoa dạng bông thóc với 2-8 hoa, với cuống được các bẹ lá bao quanh; lá bắc hình mũi mác, thường ngắn hơn nhiều so với đài hoa. Hoa 1 đến nhiều cùng nở, màu tím, tía, hồng, trắng hoặc vàng. Đài hoa hình ống hẹp, 10–14 cm, đỉnh xiên, 2 thùy. Ống tràng hoa dài hơn đài hoa một chút; thùy trung tâm hình trứng rộng, 3-4 × 2,5–3 cm, gốc thẳng đứng, hẹp, dạng nắp, đỉnh thuôn tròn, nhọn đột ngột; các thùy bên hình mác ngược, 3-4,5 × ~1,5 cm. Các nhị lép bên màu trắng pha chút tía, hình trứng ngược, 1,5-1,7 cm. Cánh môi uốn ngược, hình trứng ngược, thường nhỏ hơn thùy trung tâm của tràng hoa, 2-2,5 × ~3 cm, đỉnh 2khe gần đến gốc, mép có mào; vuốt cứng. Chỉ nhị ~5 mm; bao phấn màu trắng, ~1,2 cm; cựa liên kết màu lục ánh vàng, 6–8 mm. Vòi nhụy ~10 mm; đầu nhụy hình con quay, nhiều lông. Bầu nhụy hình trụ, ~1 cm. Quả nang thuôn dài, ~2,5 cm × 5 mm. Ra hoa tháng 4-7. 2n = 24.
Có quan hệ họ hàng gần với Roscoea chamaeleon Gagnep., 1902. Các họ hàng gần khác còn có R. praecox và R. wardii.